# Trò chơi thập niên 1930

## Trò chơi phát hành hoặc phát minh thập niên 1930
- Wahoo (1930)
- Finance (1932)
- Monopoly (1933)
- Anagrams (1934)
- Sorry! (1934)
- Easy Money (1935)
- Stock Ticker (1937)
- Buccaneer (1938)
- Scrabble (1938)